# Christian Ekeborgh
Christian August Ekeborgh, född 25 mars 1824 i Norrköpings Sankt Olai församling, Östergötlands län, död 22 juni 1906 i Norrköpings Östra Eneby församling, Östergötlands län, var en svensk präst och riksdagsman.

## Biografi
Christian Ekeborgh föddes 1824 i Norrköping. Han var son till bagarmästaren Per Ekeborgh och Christina Catharina Ringman. Ekeborgh studerade i Norrköping och Linköping. Han blev därefter vårterminen 1845 student vid Uppsala universitet och avlade 6 april 1847 teoretisk teologisk examen och 29 maj 1847 praktisk teologisk examen. Ekeborgh prästvigdes 7 november 1847 och blev 1856 folkskollärare i Kisa. Han blev 26 april 1859 andre komminister i Norrköpings S:t Olai församling med tillträdde 1861 och förste komminister 2 december 1861 i församlingen, med tillträde 1864. Ekeborgh var även från 11 mars 1863predikant vid arbetshuset i Norrköping och avlade 23 oktober 1867 pastoralexamen. Han blev 10 september 1869 kyrkoherde i Östra Eneby församling med tillträde 1871 och var från 21 juni 1882 till 31 mars 1904 kontraktsprost i Norrköpings kontrakt. Han utnämndes 1889 till ledamot av Nordstjärneorden. Ekeborgh avled 1906 i Östra Eneby socken och begravdes 28 juni samma år.
Han var ledamot av riksdagens andra kammare, invald i Björkekinds, Östkinds, Lösings, Bråbo och Memmings domsagas valkrets. 

### Familj
Ekeborgh gifte sig första gången 29 juli 1851 med Josephine Laurette Öhman (1824–1895), som var dotter till klockgjutaren Lars Öhman i Norrköping och Maria Helena Öfverström. De fick tillsammans barnen Ivan August Laurens Ekeborgh (1852–1852), sjökaptenen Helge Christian Isidor Ekeborgh (född 1854), Alrik Georg Valdemars Ekeborgh (1856–1857), verkmästaren Harald Anders Ossian Christian Ekeborgh (född 1858) i Ockelbo socken, Elin Kristina Josefina Ekeborgh (född 1860) som var gift med stationsskrivaren Ernst Anders Hugo Leykauf, Siri Maria Lauretta Ekeborgh (1861–1862), Halvar Per Konrad Ekeborgh (1863–1867) och Herbert Knut Bruno Ekeborgh (1865–1867). Ekeborgh gifte sig andra gången 5 december 1896 med Anna Amalia Hagberg (född 1867), som var dotter till Jonas Hagberg och Mathilda Charlotta Larsson. Efter Ekeborghs död gifte hon om sig med brukspredikanten A. J. Lydahl vid Finspång.